# 이정균
이정균(중국어 정체자: 李靖筠, 병음: Lî Jìngyún 리징윈[*], Gladys Li Ching Kwan, 1993년 8월 1일 ~ )은 홍콩의 배우, 모델, 가수이다.